# Само другарски
Само другарски (енгл. Friends with Benefits) америчка је романтична комедија из 2011. године коју је режирао Вил Глак, а у којој главне улове тумаче Џастин Тимберлејк и Мила Кунис. У филму се појављују и Патриша Кларксон, Џена Елфман, Брајан Гринберг, Нолан Гулд, Ричард Џенкинс и Вуди Харелсон у споредним улогама. Заплет се врти око Дилана Харпера (Тимберлејк) и Џејми Релис (Кунис), који се састају у Њујорку, и наивно верују да додавање секса њиховом пријатељству неће довести до компликација. Временом, они почињу да развијају дубоке међусобне осећаје једно према другом, само што поричу сваки пут када су заједно.
Главни кастинг за филм Само другарски одвијао се током тромесечног периода од априла до јула 2010. године. Глак је прерадио оригинални сценарио и заплет недуго након кастинга Тимберлејка и Кунисове. Снимање је почело у Њујорку 20. јула 2010. године, а завршено је у Лос Анђелесу у септембру 2010. године. Филм је дистрибуирао Скрин гемс (енгл. Screen Gems), а објављен је у Северној Америци 22. јула 2011. године. Филмски критичари су генерално добро прихватили филм, од којих је већина похвалила хемију између главних глумаца. Филм је био комерцијално успешан, зарадивши преко 150,4 милиона долара широм света, уз буџет од 35 милиона долара. Номинован је за две награде по избору народа — за омиљену комедију и за омиљену глумицу у комедији (Кунис) — као и за две Награде по избору тинејџера за Тимберлејка и Кунисову.

## Радња
Џејми Релис (Мила Кунис) извршни је регрутер за водећу агенцију Њујорку, а Дилан Харпер (Џастин Тимберлејк) ради као уметнички директор за малу интернет компанију у Лос Анђелесу. Џејми има задатак да покуша да ангажује Дилана како би обавио разговор за посао са GQ-ом и започео рад у Њујорку. Дилан долази у Њујорк и након разговора за позицију сазнаје од Џејми да му је понуђено да ради за GQ. Првобитно скептичан према послу и селидби у Њујорк, Дилан на крају пристаје на посао након забавне ноћи и истражујући град са Џејми.
Следећег дана, Џејми представља Дилану уговор који треба да потпише, како би могла да откупи своју провизију за регрутовање. Не познајући никога у граду, брзо развија јако платонско пријатељство са Џејми. Једне ноћи се баве темом секса и односа. Долазе до закључка да секс не би требало да долази са толико емоционалних везаности. Како обоје осећају потребу за физичком везом, пристају на секс без емоција или обавеза. Након неколико покушаја заједно, Џејми схвата да то заправо није оно што жели и да би волела поново да почне поново да излази. Каже Дилану да морају престати.
Џејми упознаје Паркера, онколога, и они почињу да излазе. Након пет излазака, они су започели своју везу, да би већ наредног јутра раскинули. Покушавајући да буде саосећајан и да је утеши, Дилан предлаже да она отпутује с њим у Калифорнију током викенда када је 4. јул, док он посећује породицу. У почетку неодлучна, Џејми се слаже након што је Дилан био упоран. Они лете у Лос Анђелес, где Џејми упознаје сестру Ени, нећака Самија и оца који болује од ране фазе алцхајмерове болести. Док су у Калифорнији, они почињу да развијају снажна емоционална романтична осећања једно према другом и пољубе се, што доводи до ноћи блиске присности за разлику од било које друге коју су раније делили. Међутим, следећег дана Џејми чује разговор између Ени и Дилана, где Ени каже да се Дилан и Џејми свиђају једно другом, али он њој каже да је Џејми превише „сјебана” да би се он забављао с њом. Повређена, она одлази натраг у Њујорк. Неколико дана касније, Дилан се враћа у Њујорк, покушавајући да помири своје пријатељство са Џејми и открије зашто га игнорише. Коначно проналази Џејми на врху зграде, а она га обавештава да је чула све што је рекао и да је не занима да одржава било какву врсту пријатељства с њим.
Убрзо након тога, Џејми открива да би Дилан можда напустио свој посао у GQ-у за други посао пре истека његовог уговора, што би утицало на њену провизију. О томе се суочава с Диланом, што доводи до друге свађе. Обоје почињу да претражују душу покушавајући да се помире са својим осећајима о њиховој вези. Џејми проводи време са мајком Лорном, док Дилан разговара са Ени преко телефона. Његова сестра га обавештава да ће њихов отац доћи за Њујорк и да треба да га покупи на аеродрому. Док је био на аеродрому, његов отац, у тренутку збуњености изазване алцхајмером, погрешно препознаје пролазника као жену из његове прошлости. Дилан га пита за жену. Након што се расвестио, његов отац каже да је она била жена коју је упознао у морнарици и да је она „љубав мог живота”. Такође каже да жали због одлука које је донео у младости да је пусти. Диланов отац говори да не чини исту ствар и да се помири са Џејми ако постоји шанса за спас везе.
Дилан схвата шта заиста осећа према Џејми након разговора са оцем и одлучује да крене за њом; он зове њену мајку како би смислио изговор да Џејми оде до Централне железничке станице мислећи да ће покупити мајку. Он договара плесни флеш моб уз песму Closing Time како би изненадио Џејми на станици. Кад дође тренутак, хвата Џејми и каже јој како се заиста осећа. Изненађена и срећна због оваквих преокрета догађаја, Џејми му говори да је пољуби. Након што се пољубе, Дилан сугерише да је време да оду на први прави састанак. Они иду преко пута улице до кафића Першинг сквер и иако покушавају да састанак одрже лежерним и опуштеним, филм завршава са њима у сензуалном загрљају и страственом пољупцу.

## Улоге[5][6]
- Џастин Тимберлејк као Дилан Френсис Харпер Џуниор
- Мила Кунис као Џејми Релис
- Вуди Харелсон као Томи
- Џена Елфман као Ени Харпер
- Патриша Кларксон као Лорна
- Ричард Џенкинс као Гдин Харпер
- Нолан Гулд као Семи
- Брајан Гринберг као Паркер
- Ема Стоун као Кајла
- Енди Самберг као Квинси
- Маси Ока као Дарин Артуро Морена
- Шон Вајт самог себе
- Џејсон Сигел као Брајс
- Рашица Џоунс као Медисон
- Лили Миројник као Лаура
- Ангелик Кабрал као Пам Биборски

## Производња

### Развој
У априлу 2010. године Џастин Тимберлејк постао је први који се пријавио на пројекат. Убрзо га је следила Мила Кунис када је она добила женску водећу улогу насупрот њему. Отприлике два месеца касније, часопис Варајети (енгл. Variety) објавио је да ће им се у филму придружити филмска постава коју чине Ема Стоун, Патриша Кларксон, Ричард Џенкинс, Вуди Харелсон, Енди Самберг и Џена Елфман. Три дана након што је почело главно снимање филма, Брајан Гринберг завршио је свој део улоге. У филму се појављују Шон Вајт, Џејсон Сигел и Рашида Џоунс. Локације продукције постављене су већ 13. јула, а главно снимање започело је 20. јула 2010. у делу града Мидтаун Менхетн у Њујорку. Снимање се наставило у Централ парку и другим деловима Њујорка од јула до почетка августа пре него што се продукција преселила у Лос Анђелес, Калифорнија.
Парамаунт пикчерс је одустао од првобитног протеста против филма након што је њихов редитељ Иван Рајтман променио наслов за свој филм Без обавеза (енгл. No Strings Attached). Скрин гемс су стога наставили са насловом Friends with Benefits. У исто време, Ен-Би-Си је развијао ситком са истим насловом, али компанија за производњу филмова је изјавила да, због свог продукцијског распореда, нису очекивали да ће се појавити проблем. Скрин гемс су одлучили да убрзају производњу страхујући да ће изгубити наслов због конкурентског пројекта Парамаунта. Редитељ Вил Глак говорио је о фрустрацији упоређујући ова два филма, рекавши: „Волио бих да је између њих више простора. Оно што ме сада нервира су људи који говоре како правимо римејк филма Без обавеза. Не правимо. Ова два филма су снимана у исто време”. Глак је у интервјуу за Њу Зиланд Хералд рекао да су ова два филма различита. Кунисова је изразила слична осећања, наводећи, „То су само два различита филма. Постоји толико прича које можете испричати у свету. Ово је само једна од многих”.
Први позоришни трејлер објављен је 16. марта 2011. године. Трејлер је имао накнадно издање на Јутјубу и привукао је преко милион прегледа у 48 сати, постајући други најгледанији видео снимак дана и најгледанији видео у категорији филма. Промоција за филм Само другарски је потом расла, укључујући промотивне видео снимке на Фејсбуку и Твитеру. Тимберлејк и Кунисова су се такође нашли на насловној страни часописа Ел (енгл. Elle) како би додатно промовисали филм.

### Писање
Као гледалац, не желим да улазим у филм под називом Само другарски и гледам верзију ПГ-13. По мени можеш имати такав филм без прихватања самог наслова.

—Џастин Тимберлејк
Вил Глак је изјавио да је концепт приче почео идејом да жели да сарађује са Кунисом и Тимберлејком, објашњавајући да је написао сценарио за двојицу глумаца. Након тих промена, Глак је навео да је желео да привуче одраслу публику и да „жели да направи више филма за одрасле о сексу, такође и о везама“. Затим је упоредио причу филма Само другарски са везом у филмовима између Кетрин Хепберн и Спенсера Трејсија.
У интервјуу за Мувилајн (енгл. Movieline), Глак је даље расправљао о заплету филма рекавши да ће се филм углавном односити на млађу генерацију. Он је додао: „Они коментаришу о овим романтичним комедијама током целог филма, и док пролазе кроз њихову причу, схватају да су и они заправо у романтичној комедији — као што би коментарисало и двоје обичних људи који нису у филму. Они су врло свесни да су они у овој причи... али они на крају прихватају чињеницу да пролазе кроз романтични тренутак комедије”. У интервјуу за Лос Анђелес тајмс (енгл. Los Angeles Times), Тимберлејк је објаснио да су он и Глак заправо осмислили хумор и тон целог филма. Тимберлејк и Кунисова су сценарио радили више од месец дана пре него што је филм кренуо у продукцију. Глак се састајао са глумцима са 20 страница сценарија пред собом, а њих троје су потом пролазили кроз исти, мењајући текст, прилагођавајући га перспективи сваког лика.

### Музика
Јуна 2011. године објављено је да ће Медисон гејт рекордс дистрибуирати албум на коме се налазило петнаест песама. Албум за филм Само другарски објављен је 19. јула 2011. године.
| №               | Назив                                                            | Трајање |  |
| 1.              | Magic Carpet Ride (Philip Steir Remix) (Steppenwolf)             | 3:29    |  |
| 2.              | L.O.V. (Fitz and The Tantrums)                                   | 3:41    |  |
| 3.              | Booty Call (G. Love & Special Sauce)                             | 3:28    |  |
| 4.              | New York, New York (FWB Remix) (Ray Quinn featuring Ultra Love)  | 2:20    |  |
| 5.              | Boys Don't Cry (Grant-Lee Phillips)                              | 3:47    |  |
| 6.              | Such a Colorful World (Max & Simon)                              | 2:14    |  |
| 7.              | Satellite (Peter Conway)                                         | 3:45    |  |
| 8.              | Let a Woman Be a Woman (And a Man Be a Man) (Dyke & the Blazers) | 3:12    |  |
| 9.              | At the Window (Double 0 Zero)                                    | 3:50    |  |
| 10.             | Love's Gonna Getcha (Tal & Acacia)                               | 3:05    |  |
| 11.             | Jump (Kris Kross)                                                | 3:17    |  |
| 12.             | This Too Shall Pass (Rogue Wave)                                 | 6:13    |  |
| 13.             | Tightrope (Janelle Monáe)                                        | 4:25    |  |
| 14.             | Take a Bow (Greg Laswell)                                        | 3:59    |  |
| 15.             | Closing Time (Semisonic)                                         | 4:34    |  |
| Укупно трајање: | Укупно трајање:                                                  | 52:39   |  |

## Објављивање
Филм је објављен на DVD и Блуреј диску у Сједињеним Државама 2. децембра 2011. године, а у Великој Британији 6. фебруара 2012. године.

### Одговор критике
Изглед, захваљујући директору фотографије Мајклу Грејдију, и конверзације о сексу и оданости су отворени и без граница. Такође се начињу важна питања око урођеног сукоба између промене обичаја и традиционалних вредности. Разговор о сексу је графички, сам секс је експлицитан и енергичан, а Џејми и Дилан имају врсту слаткоће због које желите да се паднете на задњицу. Иронично, проблем је у томе што Само другарски не иде довољно далеко када су у питању суштинске ствари. Као што је Фројд славно рекао — чак и романтичне комедије свој секс морају схватити озбиљно или неће бити задовољства.

—Бетси Шарки из Лос Анђелес тајмса
Филм Само другарски критичари су прилично добро оценили. Када се ради о сајту Ротен Томејтос (енгл. Rotten Tomatoes), филм има 68% позитивних оцена на основу 168 прегледа са просечном оценом 6,17/10. Критични консензус на сајту гласи: „Само другарски не додају ништа ново својој добро истрошеној ром-ком формули, али хемија између Џастина Тимберлејка и Миле Кунис готово је довољна да филм носи сам по себи.” На Метакритику (енгл. Metacritic), филм има оцену 63 од 100 на основу 37 критичара, што указује на „опште повољне критике”. Публика коју је испитао Синемаскор (енгл. CinemaScore) дала је филму просечну оцену „Б +” на скали од А до Ф.
Манола Даргис из Њујорк тајмса похвалила је филм због његове „лепршаве, брзе и духовите комике” и похвалила хемију између водећих глумаца. Роџер Еберт из Чикаго сантајмса (енгл. Chicago Sun-Times) дао је филму три звездице и прокоментарисао: „Оно што, међутим, нема сваки ром-ком, јесте добар дијалог, добро реализован у кратком снимку”. Додао је: „Брз говор Кунисове у почетним сценама као да је у филму Џуно, а Тимберлејк је лако прати На неком фундаменталном нивоу, једноставно сам уживао гледајући их.” Питер Дебруж из Варајетија (енгл. Variety) сматра да је заплет предвидив и благ; међутим, он је похвалио глумачку екипу, сматрајући да је Кунисова „једно са комедијом”, док Тимберлејк „одише оном врстом звездане енергије која би и Вила Смита ставила на врх”. Исто тако, Ендру О’Хеир из Салона (енгл. Salon) тврди да је, упркос разочаравајућем расплету, филм ипак био „права летња разбибрига”. Писац из Гардијана (енгл. The Guardian), Питер Бредшо, негативно је реаговао на филм, изражавајући да „нема користи од његовог гледања”. Бредшо је филму дао оцену један од пет звездица.
Сукдев Санду из Дејли телеграфа (енгл. The Daily Telegraph) сматра да је Тимберлејк ишао по свом док је радио са Милом Кунис. Завршавајући своју рецензију, Санду је филм Само другарски оценио са три од пет звездица. Бетси Шарки из Лос Анђелес тајмса похвалила је глуму у филму, оценивши да је она у великој мери „дала овом забавном филму на реалности”. Мајкл Рехтшафен из Холивуд рипортера (енгл. he Hollywood Reporter) дао је позитивну критику филму, наводећи да је постојала „опипљива хемија” између Тимберлејка и Кунисове. Уредник Ентертејнмент виклија (енгл. Entertainment Weekly) Овен Глиберман дао је филму оцену „Б-”, наводећи да, иако је много уживао у филму, имао је осећај да је недоследан.

Лаки ауторитет Кунисове поставља темељ филма, док Тимберлејк дивно степује по ивицама. Његов глас и манири су лагани, на грудима момка једва да постоје длаке, а његово самопоуздање и духовитост су секси на начин који у потпуности одговара елегантној урбаној романси.

—Тај Бур, из Бостон глоуба
Мери Полс из Тајма (енгл. Time) похвалила је филм и написала да, упркос томе што је радња предвидљива, филм се „уздиже енергичним дијалогом, сексуалном хемијом између водећих глумаца и да је веродостојно приказана грешка неспоразума у комуникацији”. Дајући филму три звездице, новинар Бостон глоуба (енгл. The Boston Globe) Тај Бур навео је да филм делује на човека „као чини”. Додао је да углавном држи под контролом своју маничну енергију и да се игра са формулама осећањима гледалаца без претеривања у било ком тренутку — што је готово у потпуности захваљујући водећим улогама.” Сличне осећаје изразио је Питер Парас из Е!-а. По Парасовом мишљењу, Само другарски је једна од најбољих романтичних комедија у последње време. Мелиса Леонг из Нешнал поуста (енгл. National Post) написала је: „Док филм удара у холивудску бајку,... Глак се чврсто држи формуле.”

### Теме
Према писању Њујорк тајмса, Само другарски, филм „о љубави и сексу у доба друштвених мрежа, добија нешто на дражи и значају делимично вређајући сопствени жанр. Радња је позната, а исто тако и есенцијални елементи: сингл мушкарац и сингл жена, два скрхана срца, али згодних, жељних, лепих тела... Само другарски полази од претпоставке да је њеним ликовима, као и вама самима, доста романтичних комичних клишеа који им се заправо потајно, или не тако потајно, допадају.” Дру Пински, специјалиста зависности, сматра је да централни ликови филма, које је у филму подигао самохрани родитељ у оба случаја, „почињу да траже начине како да реше тај проблем јер никада нису добили прилику да расту уз родитеље који ће им показати емоције и доступност. Они су само брзо одгојени и постали су и сами они који се брину о некоме. А брига је заправо та која нагони човека да ’тражи сломљену особу’ и да покуша да је поправи”. Даље је додао да „међусобна привлачност која се завршава ’срећи до краја живота’ није сјајна порука.”
Тимберлејк је додао да је Само другарски филм за „нашу генерацију; за људе који имају од 25 до 30 година и који се прелазе у други део свог живота. Они нису сигурни која врста обавеза им прија нити шта ће радити са остатком живота”.

### Зарада
Само другарски је објављен у Северној Америци 22. јула 2011. године, у 2.926 позоришта. На дан отварања сакупио је 6.801.594 долара, а потом је током првог викенда зарадио укупно 18.622.150 долара, завршивши на трећем месту на благајни, иза Капетана Америке: Први осветник и Харија Потера и реликвија смрти — 2. део. Филм је прикупио 55,8 милиона долара у Сједињеним Државама и Канади.
Филм је имао сличан успех на међународном нивоу. У Аустралији је премијерно приказан 18. августа 2011. године и зарадио је 2,4 милиона долара током првог викенда, попевши се на прво место у благајни, изнад Зеленог фењера. Филм се по Европи приказивао у септембру 2011. године, а током првог викенда прикупио је 10,6 милиона долара у преко 20 земаља. Само другарски је заузео прво место у Француској, где је на отварању зарадио са 1,8 милиона долара. Филм је највише зарадио у Великој Британији и Немачкој, где је током првог викенда по објављивању прикупио 3,1 и 2,6 милиона долара, редом. Средином септембра филм је у иностранству прикупио преко 29,6 милиона долара. Укупна зарада филма износи преко 150,4 милиона долара широм света, а међународна зарада 94,6 милиона долара.

### Награде и номинације
| Награда                           | Категорија                           | Кандидат          | Резултат   |
| --------------------------------- | ------------------------------------ | ----------------- | ---------- |
| Награде по избору тинејџера 2011. | Избор летње филмске звезде: Мушкарац | Џастин Тимберлејк | Номинација |
| Награде по избору тинејџера 2011. | Избор летње филмске звезде: Жена     | Мила Кунис        | Номинација |
| Награде по избору народа 2012.    | Омиљена комедија                     | Само другарски    | Номинација |
| Награде по избору народа 2012.    | Омиљена глумица у комедији           | Мила Кунис        | Номинација |
| Награда Рембрант 2012.            | Најбоља страна глумица               | Мила Кунис        | Номинација |